# Valentine Ploutchek
Valentine Nikolaïevitch Ploutchek (en russe : Валенти́н Никола́евич Плу́чек), né Isaac Ginzburg le 4 septembre 1909 à Moscou (ou selon d'autres sources en 1906 à Dvinsk) et mort le 17 août 2002 dans la même ville, est un metteur en scène soviétique et russe, directeur artistique du Théâtre académique de la Satire de Moscou en 1957-2000.

## Biographie
Il naît dans une famille juive de Dvinsk et perd son père tôt. Sa mère déménage à Moscou. Il ne s'entend pas avec le nouveau mari (dont il porte le nom) de sa mère et passe son temps à fuguer et à traîner avec des gamins de la rue. Finalement, il est placé dans un orphelinat.
Après sept classes de l'école secondaire, Valentine Ploutchek entre dans les ateliers du Vkhoutemas. En 1926, il entre à la faculté d'art dramatique d'école de théâtre expérimental sous la direction de Vsevolod Meyerhold. En 1929, il entre au département de mise en scène du même établissement et en même temps intègre la troupe du Théâtre d'État Meyerhold, où il fait ses débuts dans un petit rôle dans la pièce Le Revizor de Nicolas Gogol.
En janvier 1938, le Théâtre d'État Meyerhold est fermé. En 1939, avec le dramaturge Alexeï Arbouzov, Ploutchek fonde un studio de théâtre à Moscou, appelé Studio Arbouzov. Avec le début de la Seconde Guerre mondiale, le studio s'effondre, la plupart d'acteurs étant mobilisés. Ploutchek lui-même en 1942 a dirigé le Théâtre dramatique de la flotte du Nord à Poliarny, où il a mis en scène un certain nombre de représentations, dont Il était une fois d'Alexandre Gladkov et Officier de la flotte d'Alexandre Kron
Après la guerre, en 1945, il dirige le théâtre de la Société théâtrale panrusse à Moscou. La campagne de persécution de cosmopolites sans racine lancée par Staline en 1948  ne l'épargne pas et au début de l'année 1950, il est licencié de son poste. Cependant, c'est ce licenciement qui déterminera son destin pour le demi-siècle restant - Nikolaï Petrov, qui dirige à l'époque le Théâtre académique de la Satire de Moscou l'invité à rejoindre la troupe. Il fait ses débuts dans le nouveau théâtre en 1950 avec la pièce Ça ne vous regarde pas d'après la pièce de Vladimir Polyakov. Il en devient le directeur artistique en 1957. Sous sa tutelle, la Satire devient l'un des théâtres les plus populaires d'une ville où la scène suscite un vif intérêt.
En 1982, Ploutchek met en scène Le Suicidé de Nikolaï Erdman, avec Roman Tkatchouk dans le rôle-titre. La pièce, écrite en 1928, s'avère moderne et d'actualité, et de ce fait sera très vite interdite. En 1986, avec le début de la perestroïka, il retente une nouvelle adaptation du Suicidé.
En 2002, Ploutchek travaille sur la comédie Arlequin valet de deux maîtres de Carlo Goldoni.
Il est l'auteur du livre Sur la scène - Maïakovski (1962).
Décédé le 17 août 2002 à Moscou à l'âge de 93 ans, il est  inhumé au cimetière Vagankovo. L'appartement où il a vécu à Moscou au 2/6 rue Bolchaïa Bronnaïa est devenu un musée et a ouvert au public en 2009.

## Famille
- Épouse: Zinaïda Pavlovna Dmitrieva (1915-2005), actrice de théâtre.
  - Fils: Andreï Valentinovitch Ploutchek (né en 1938), journaliste.
- Cousin germain: Peter Brook, metteur en scène de théâtre de nationalité britannique né à Londres où s'était installé son père, juif natif de Dvinsk, Semion Brouk, exilé avec deux de ses sœurs, juste après la fin de la Première Guerre mondiale[3]. D'après les souvenirs de Peter Brook[4],[5], son père gardait des liens épistolaires avec sa sœur Fania Matveïevna (la mère de Valentine Ploutchek) demeurée en Union soviétique[6] et le fit jusqu'à la fin des années 1930 lorsque la correspondance avec l'étranger sous Staline devint dangereuse pour les destinataires. Dans les archives, la mère de Valentine Ploutchek, Freïda Mordoukhovna (dite Fania ou Fanny Matveïevna) Brouk (épouse Guintsbourg en premières noces) est née à Dvinsk le 13 novembre 1878. Elle est la fille de Mordoukh Berkovitch Brouk né en 1852 à Novgorod-Severski et de son épouse Dveïra-Dora Hetzelevna Brouk née en 1858. Fania Brouk s'est mariée en premières noces avec un marchand juif fortuné de la Première guilde de Borissov, Nokhim Mordoukhovitch Guintsbourg (ayant pris le nom de Nikolaï Matveïevitch). Elle donne naissance à Dvinsk le 24 août (6 septembre dans le calendrier grégorien) 1906 à Isaac Guintsbourg (devenu plus tard Valentine Ploutchek)[7]. La famille demeure alors rue de Riga dans l'appartement n° 1 du n° 5 dans l'immeuble Rotchko[8].

## Récompenses
- Artiste émérite de la RSFSR (1956)
- artiste du peuple de la RSFSR (1964)
- artiste du peuple de l'URSS (1974)
- Ordre du Mérite pour la Patrie de III classe (1999)
- Ordre de la Guerre patriotique de II classe (1945, 1985)
- ordre du Drapeau rouge du Travail (1970)
- Ordre de l'Amitié des peuples (1979)
- Médaille pour la défense du Transarctique Soviétique